# Port lotniczy Pisco-Capitan FAP Renan Elias Olivera
Port lotniczy Pisco-Capitan FAP Renan Elias Olivera – port lotniczy zlokalizowany w peruwiańskim mieście Pisco.

## Linie lotnicze i połączenia
- LC Busre (Lima)